# 女子高生 (漫畫)
《女子高生》是日本漫畫家大島永遠創作的日本漫畫作品。作者以自己當年出身於女校的體驗，畫出這部描寫女校實際狀況的喜劇作品，引起相當高的人氣。最初於雙葉社漫畫雜誌《Weekly漫画ACTION》連載，後移至《Comic High!》，並於《Comic High!》2007年7月號結束第一部的連載。單行本全9卷。
2006年4月以《女子高生 GIRL'S-HIGH》為標題在電視上播放電視動畫，全12話。廣播劇CD於5月發售。
2010年8月於《COMIC SUMOMO》VOL.1（創刊號）進行《女子高生Girls-Love》的連載，是前作「女子高生Girls-High」的續篇，發行單行本時標題改為《女子高生Girls-Live》，後移至《Comic High!》2012年5月号至2015年4月号期間進行隔月連載，單行本全6卷。
之後「女子高生Girls-High」分別於2010年10月18日發行的《漫畫ACTION》、10月22日發行的《Comic High!》刊載不同的單篇。另外，也於不同出版社漫畫雜誌《BIG GANGAN》2013年10月号刊載「女子高生Girls-High出張編」。並在《Comic High!》2014年4月号開始隔月連載第2部「女子高生Girls-High 2nd season」，雜誌休刊後移至《月刊Action》2015年8月号繼續連載，於2016年8月号完結。單行本從「女子高生Girls-High」新裝版第9卷後接續。單行本合計全13卷。

## 故事簡介
主人公高橋繪里子和她國中時期的摯友鈴木由真以及佐藤綾乃，一起進入私立山咲女子學園富士高等學校（簡稱「咲女」）就讀。對女子中學充滿夢幻憧憬的繪里子，在正式入學之前潛入咲女探險之時，發現骯髒的社團辦公室、生活不檢點的學姊、對男性不再有免疫力而開始女同性戀的女生……等，無男性在場時就顯露出本性的女校實況。決定要成為一個「乾淨又有型、不隨波逐流的女子高生」的繪里子，將會發生什麼樣有趣的事情。

## 登場人物

### 笨蛋軍團
※「笨蛋軍團」當然不是正式的名稱，也不曾成為自稱，但是週遭的同學們會這樣稱呼他們。1軍和2軍的差別在於出場機會的多寡，除了別人會這樣子叫之外，也會用在獨白的部份。外部生是指高中才考進咲女的學生，而內部生則是從國中部直升上去的。

#### 1軍
高橋繪里子（　声優：生天目仁美）
外部生。9月20日生。A型。身高160cm。體重52kg。3圍  B87/W60/H89。
鈴木由真（声優：淺野真澄）
外部生。5月5日生。O型。身高165cm。體重47kg。3圍　B80/W56/H84。
下有一個妹妹鈴木桃香。
佐藤綾乃（声優：能登麻美子（廣播劇CD中為川澄綾子））
外部生。7月8日生。B型。身高158cm。體重49kg。3圍　B80/W60/H83。
香田亞佳莉（声優：雪野五月）
内部生。3月1日生。AB型。身高161cm。體重49kg。3圍　B81/W59/H85。

#### 2軍
小川育惠（声優：石毛佐和）
内部生。12月19日生。O型。身高147cm。體重38kg。3圍　B76/W54/H78。
姬路京子（声優：冰上恭子）
内部生。2月8日生。A型。身高167cm。體重49kg。3圍　B90/W59/H86。

### 教師
小田桐雄一郎（声優：真殿光昭）
25歲，單身，化學教師，同時也擔任繪里子那班的導師。外貌英俊，通稱「偶像小田桐」。輕音樂部顧問。
尾薰（声優：奧田啟人）
29歲，體育教師，繪里子等人升高二後任高二竹班導師。田徑部顧問。個性異常開朗，渾身肌肉與體毛的角色，通稱「肌肉松尾」。
岩戶
學年主任，古文教師。
龜井
保健體育教師。
原
數學教師，通稱「根號原」。
中川
生物教師，同時也擔任桃香那班的導師。外貌近似瑪利歐，故通稱「瑪利歐」。

## 出版書籍
女子高生 GIRLS-HIGH
| 冊數 | 雙葉社         | 雙葉社             | 東立出版社    | 東立出版社         |
| 冊數 | 發售日期       | ISBN               | 發售日期      | ISBN               |
| ---- | -------------- | ------------------ | ------------- | ------------------ |
| 1    | 2002年2月26日  | ISBN 4-575-82657-X | 2003年1月17日 | ISBN 986-11-1286-3 |
| 2    | 2002年7月17日  | ISBN 4-575-82710-X | 2003年6月10日 | ISBN 986-11-1354-1 |
| 3    | 2003年1月28日  | ISBN 4-575-82776-2 | 2004年4月30日 | ISBN 986-11-3746-7 |
| 4    | 2003年9月27日  | ISBN 4-575-82879-3 | 2004年5月25日 | ISBN 986-11-3747-5 |
| 5    | 2004年1月28日  | ISBN 4-575-82930-7 | 2004年9月21日 | ISBN 986-11-4415-3 |
| 6    | 2004年10月12日 | ISBN 4-575-83019-4 | 2005年4月25日 | ISBN 986-11-5937-1 |

- 文庫版（全4卷）

| 冊數 | 雙葉社         | 雙葉社                 |
| 冊數 | 發售日期       | ISBN                   |
| ---- | -------------- | ---------------------- |
| 1    | 2004年10月20日 | ISBN 4-575-72533-1     |
| 2    | 2004年12月16日 | ISBN 4-575-72537-4     |
| 3    | 2005年2月15日  | ISBN 4-575-72543-9     |
| 4    | 2007年6月19日  | ISBN 978-4-575-72631-2 |

- 新裝版

| 冊數 | 雙葉社        | 雙葉社                 | 東立出版社     | 東立出版社             |
| 冊數 | 發售日期      | ISBN                   | 發售日期       | ISBN                   |
| ---- | ------------- | ---------------------- | -------------- | ---------------------- |
| 1    | 2006年1月12日 | ISBN 4-575-83179-4     | 不適用         | 不適用                 |
| 2    | 2006年1月12日 | ISBN 4-575-83180-8     | 不適用         | 不適用                 |
| 3    | 2006年1月12日 | ISBN 4-575-83181-6     | 不適用         | 不適用                 |
| 4    | 2006年1月28日 | ISBN 4-575-83187-5     | 不適用         | 不適用                 |
| 5    | 2006年1月28日 | ISBN 4-575-83188-3     | 不適用         | 不適用                 |
| 6    | 2006年1月28日 | ISBN 4-575-83189-1     | 不適用         | 不適用                 |
| 7    | 2006年3月11日 | ISBN 4-575-83214-6     | 2006年8月29日  | ISBN 986-11-8335-3     |
| 8    | 2006年7月12日 | ISBN 4-575-83255-3     | 2006年11月24日 | ISBN 986-11-8781-2     |
| 9    | 2007年8月11日 | ISBN 978-4-575-83393-5 | 2008年5月30日  | ISBN 978-986-10-0541-6 |
| 10   | 2015年4月10日 | ISBN 978-4-575-84607-2 |                |                        |
| 11   | 2015年9月10日 | ISBN 978-4-575-84682-9 |                |                        |
| 12   | 2016年3月12日 | ISBN 978-4-575-84771-0 |                |                        |
| 13   | 2016年9月12日 | ISBN 978-4-575-84851-9 |                |                        |

女子高生 GIRLS-LIVE
| 冊數 | 雙葉社         | 雙葉社                 | 長鴻出版社    | 長鴻出版社           |
| 冊數 | 發售日期       | ISBN                   | 發售日期      | EAN                  |
| ---- | -------------- | ---------------------- | ------------- | -------------------- |
| 1    | 2011年10月12日 | ISBN 978-4-575-83976-0 | 2013年2月28日 | EAN 471-5409-85675-7 |
| 2    | 2012年7月12日  | ISBN 978-4-575-84096-4 | 2014年6月18日 | EAN 471-5409-86502-5 |
| 3    | 2013年1月12日  | ISBN 978-4-575-84186-2 | 2016年4月14日 | EAN 471-5409-87635-9 |
| 4    | 2013年10月12日 | ISBN 978-4-575-84298-2 |               |                      |
| 5    | 2014年7月10日  | ISBN 978-4-575-84450-4 |               |                      |
| 6    | 2015年6月10日  | ISBN 978-4-575-84632-4 |               |                      |

### 其他書籍
導讀手冊
- 《女子高生FANS BOOK～咲女入學簡章～》（女子高生ファンブック 咲女入学案内）

| 冊數 | 雙葉社        | 雙葉社             |
| 冊數 | 發售日期      | ISBN               |
| ---- | ------------- | ------------------ |
| 全   | 2006年3月28日 | ISBN 4-575-83220-0 |

女子高生 笨蛋軍團 波亂的修學旅行（女子高生 バカ軍団 波乱の修学旅行）
| 冊數   | 雙葉社         | 雙葉社                 |
| 冊數   | 發售日期       | ISBN                   |
| ------ | -------------- | ---------------------- |
| 準備編 | 2011年12月22日 | ISBN 978-4-575-72783-8 |
| 上陸編 | 2011年12月22日 | ISBN 978-4-575-72784-5 |

## 動畫
電視動畫以《女子高生 GIRL'S-HIGH》為標題在2006年4月開始播放，全12話。

### 製作人員
- 原作 - 大島永遠
- 監督 - 藤本義孝
- 系列構成 - 白根秀樹
- 人物設計 - きしもとせいじ
- 美術監督 - 吉原一輔
- 色彩設計 - 竹村さき子
- 攝影監督 - 沖野雅英
- 編輯 - 中川綾子
- 音響監督 - 清水勝則
- 音樂 - Angel Note
- 製作人 - 伊平崇耶、川瀬浩平、野中郷壱、越中おさむ
- 動畫製作 - Arms
- 製作協力 - GENCO
- 製作著作 - 「女子高生」製作委員会（東芝娛樂、Geneon娛樂、雙葉社、GENCO）

### 主題曲
片頭曲「キラメク」
作詞 - mavie / 作曲 - 黒須克彦 / 編曲 - 鈴木マサキ / 歌 - yozuca*
片尾曲「incl.」
作詞、作曲 - meg rock / 編曲 - 加藤大佑 / 歌 - meg rock

### 各話列表
| 話数 | 日文標題                      | 中文標題                       | 脚本       | 分鏡           | 演出           | 作画監督                |
| ---- | ----------------------------- | ------------------------------ | ---------- | -------------- | -------------- | ----------------------- |
| 1    |                               | 女高中生都是笨蛋。             | 白根秀樹   | 藤本義孝       | 藤本義孝       | JANG MIN-HO             |
| 2    |                               | 健康檢查是少女害羞的香味。     | 伊藤美智子 | 福田きよむ     | 耶馬たかし     | 石井繁                  |
| 3    |                               | 愛上了、被騙了、愛情賓館？     | 白根秀樹   | 赤坂三十郎     | 大西景介       | 樋口聡一                |
| 4    |                               | 祝！咲女現在還穿運動褲。       | 伊藤美智子 | イワナガアキラ | イワナガアキラ | 伊藤祐毅                |
| 5    |                               | 泳裝美少女和肌肉老師。         | 白根秀樹   | 藤本義孝       | 清水一伸       | 清水智子 蜂巣当太       |
| 6    |                               | 龜裂。                         | 白根秀樹   | 大西景介       | 大西景介       | 樋口聡一                |
| 7    |                               | 搞錯人搭訕到學生會很慘的例子。 | 伊藤美智子 | 大畑晃一       | 耶馬たかし     | JANG MIN-HO             |
| 8    |                               | 我們也曾年輕過。～回溯數年前～ | 白根秀樹   | 大畑晃一       | イワナガアキラ | JOO KIL-SOO 伊藤祐毅    |
| 9    |                               | 永別了！香田亞佳莉             | 伊藤美智子 | 大西景介       | 大西景介       | 樋口聡一                |
| 10   |                               | 眼鏡！眼鏡！眼鏡！             | 白根秀樹   | 小寺勝之       | 清水一伸       | 清水智子                |
| 11   |                               | 咲女悲戀譚。～思戀、超越歲月～ | 伊藤美智子 | 吉本欣司       | 藤本義孝       | 藤田正幸                |
| 12   |                               | 笨蛋、笨到底的笨蛋。           | 白根秀樹   | 藤本義孝       | 耶馬たかし     | 伊藤祐毅 きしもとせいじ |
| SP   |                               | 秩父遠足流浪之旅！ 〜飛翔篇〜  | 白根秀樹   | 藤本義孝       | 松本マサユキ   | 石井繁                  |
| SP   | 秩父遠足流浪之旅！ 〜迷走篇〜 |                                | 白根秀樹   | 藤本義孝       | 松本マサユキ   | 石井繁                  |
| SP   | 秩父遠足流浪之旅！ 〜再會篇〜 |                                | 白根秀樹   | 藤本義孝       | 松本マサユキ   | 石井繁                  |

### 播放電視台
| 播放地區   | 播放電視台     | 播放日期                 | 播放時間             | 聯播網         | 備註           |
| ---------- | -------------- | ------------------------ | -------------------- | -------------- | -------------- |
| 埼玉縣     | 埼玉電視台     | 2006年4月3日 - 6月19日   | 星期一 25:30 - 26:00 | 独立UHF局      |                |
| 千葉縣     | 千葉電視台     | 2006年4月3日 - 6月19日   | 星期一 26:10 - 26:40 | 独立UHF局      |                |
| 兵庫縣     | SUN電視台      | 2006年4月3日 - 6月19日   | 星期一 26:10 - 26:40 | 独立UHF局      |                |
| 日本全域   | AT-X           | 2006年4月8日 - 6月24日   | 星期六 11:30 - 12:00 | CS放送         | 有限制視聽年齡 |
| 神奈川縣   | 神奈川電視台   | 2006年4月8日 - 6月24日   | 星期六 25:30 - 26:00 | 独立UHF局      |                |
| 中京廣域圈 | 名古屋電視台   | 2006年4月21日 - 8月19日  | 星期五 28:15 - 28:45 | 朝日電視台系列 |                |
| 日本全域   | BIGLOBE Stream | 2006年4月28日 - 7月14日  | 星期五 15:00 - 15:30 | 网络广播       |                |
| 日本全域   | GyaO           | 2006年9月15日 - 10月20日 | 星期五 18:00 - 19:00 | 网络广播       |                |

## 影音商品

### DVD
| 卷數                           | 發售日期                     | 收錄內容                     | 規格編號                     |
| 女子高生 GIRL'S-HIGH DVD-BOX   | 女子高生 GIRL'S-HIGH DVD-BOX | 女子高生 GIRL'S-HIGH DVD-BOX | 女子高生 GIRL'S-HIGH DVD-BOX |
| ------------------------------ | ---------------------------- | ---------------------------- | ---------------------------- |
| 女子高生 GIRL'S-HIGH DVD-BOX 1 | 2006年5月25日                | 第1話〜第4話                 | GNBA-7238                    |
| 女子高生 GIRL'S-HIGH DVD-BOX 2 | 2006年7月21日                | 第5話〜第8話                 | GNBA-7239                    |
| 女子高生 GIRL'S-HIGH DVD-BOX 3 | 2006年9月22日                | 第9話〜第12話                | GNBA-7240                    |
| 女子高生 GIRL'S-HIGH DVD       |                              |                              |                              |
| 女子高生 GIRL'S-HIGH DVD Vol.1 | 2006年5月25日                | 第1話〜第2話                 | GNBA-7241                    |
| 女子高生 GIRL'S-HIGH DVD Vol.2 | 2006年6月23日                | 第3話〜第4話                 | GNBA-7242                    |
| 女子高生 GIRL'S-HIGH DVD Vol.3 | 2006年7月21日                | 第5話〜第6話                 | GNBA-7243                    |
| 女子高生 GIRL'S-HIGH DVD Vol.4 | 2006年8月25日                | 第7話〜第8話                 | GNBA-7244                    |
| 女子高生 GIRL'S-HIGH DVD Vol.5 | 2006年9月22日                | 第9話〜第10話                | GNBA-7245                    |
| 女子高生 GIRL'S-HIGH DVD Vol.6 | 2006年10月25日               | 第11話〜第12話               | GNBA-7246                    |

### CD
- 『女子高生 GIRL'S-HIGH 角色歌曲及廣播劇CD』
  - 發行公司為Geneon Entertainment。
- 女子高生 GIRL'S-HIGH キャラクターソング&ドラマ（2006年5月24日、LHCA-5038）
- 女子高生 GIRL'S-HIGH オリジナルサウンドトラック（2006年7月5日、LHCA-5043）

## 遊戲
以「女子高生 GAME'S-HIGH!!」為標題，由Idea Factory開發的PS2遊戲，2006年9月28日發售。

## 廣播
- 女子高生線上廣播

在TE-A room播出（2005年12月20日～2006年10月5日）。主持人為生天目仁美。
參與的來賓有：
- 大島永遠（原作者）
- 淺野真澄（配音員）
- 雪野五月（配音員）
- 氷上恭子（配音員）

## 外部連結
- PS2遊戲ー『女子高生 GAME'S-HIGH!!』官方網頁
- 大島永遠官方網站（页面存档备份，存于）